# 기자실

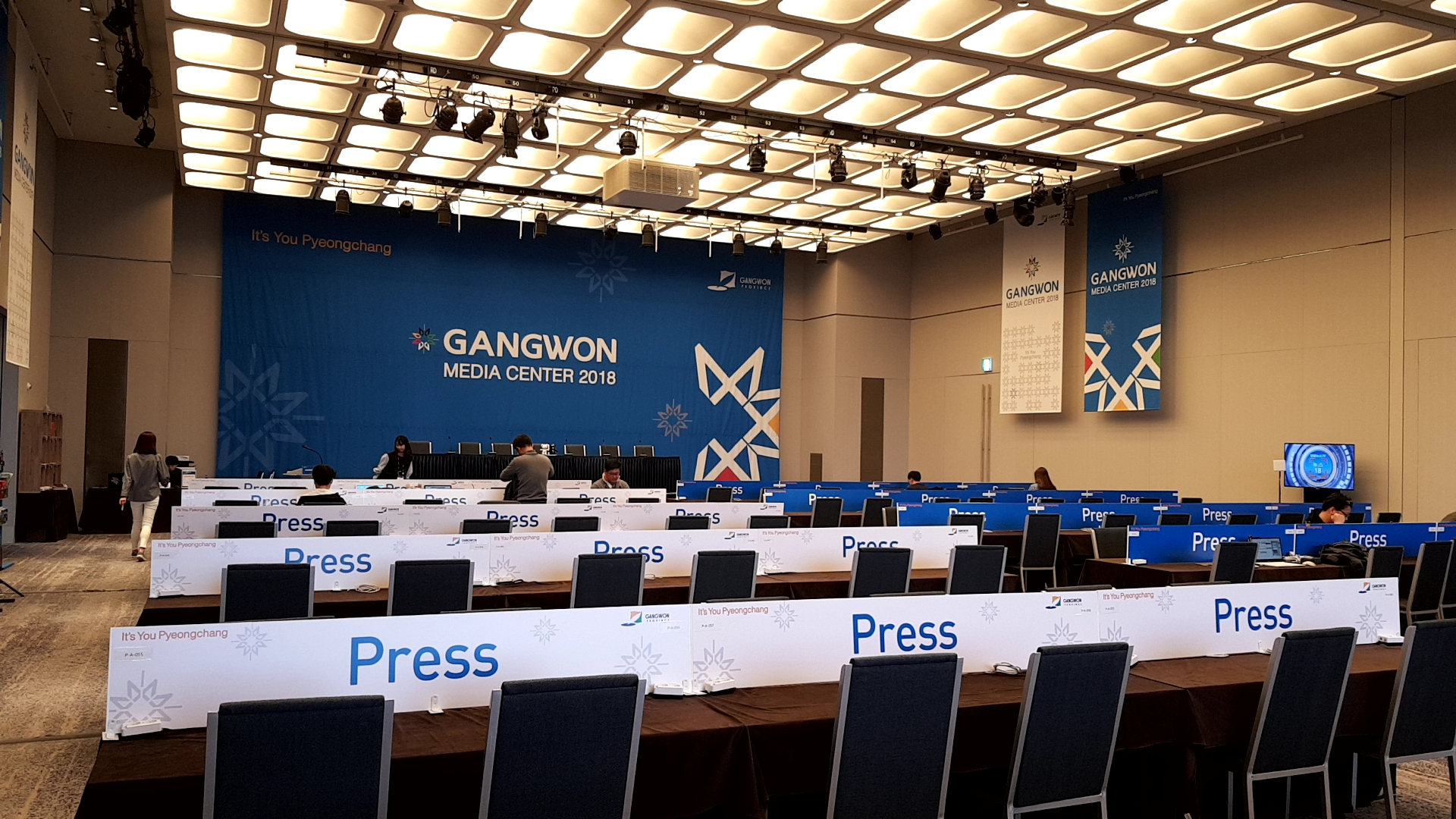
2018년 동계 올림픽 및 패럴림픽 당시 MPC 비입주 기자들을 대상으로 운영되었던 강원 미디어 센터의 모습.

기자실(記者室), 또는 프레스룸(Press Room)은 기자실은 정부, 정당, 기업 등의 출입처가 기자들에게 마련해준 장소이다. 기자들이 상주하는 기자실도 있고 상주하지 않는 기자실도 있다. 기자들이 상주하는 기자실을 따로 상주 기자실이라 부르기도 한다.
정부 부처 내에 기자실을 설치한 국가는 대한민국, 일본, 미국, 이탈리아 등이다. 그러나 정부 부처에서 일선 경찰서까지 곳곳에 기자실을 설치해 두고 취재 기자가 기자실에 출퇴근하면서 뉴스 거리를 수집하는 출입처 시스템을 유지하는 나라는 대한민국과 일본밖에 없다. 출입기자단(일본의 경우 기자클럽)이 정보를 독점하고 가입을 제한하는 나라도 대한민국과 일본뿐이다.

## 대한민국
대한민국의 기자실은 정부 부처, 정당, 기업, 사법기관 등에 설치되었으며 기자단 소속 기자들이 상주하였다. 기자단은 1920년대에 처음 나타났다. 일본의 기자클럽의 영향을 받아 같은 출입처를 가진 기자들이 결성하였다. 1963년 박정희 정부는 효과적인 언론 통제를 위해 청와대에 기자실을 설치하고 출입 여부를 승인하였다. 이때부터 기자실은 공식적인 취재 제도로 정착하였다. 1972년에 프레스 카드를 도입하여 주간지와 월간지 기자의 기자실 출입을 금지하였다. 이때부터 출입기자단 가입이 까다로워지고 출입기자단이 기자실을 독점적, 폐쇄적으로 이용하게 되었다. 1980년대에 언론 통폐합으로 언론사가 줄어들어 기자실은 특권을 공유하는 곳으로 변질되었다. 1990년대 신생 언론사가 급격하게 늘어났고 언론사 간에 경쟁이 치열해졌다. 그러나 출입 기자단은 가입하지 않은 언론사는 기자실을 이용하지 못하게 하였다. 출입기자단 미가입 언론사들은 기자실의 폐쇄적 운영을 비판하였다. 2003년 노무현 정부는 정부 부처에 설치된 기자실을 개방하여 브리핑룸과 송고실로 개편하는 개방형 브리핑룸 제도를 도입하였다. 그러나 이명박 정부는 기자실을 되살리기로 결정했다.

## 일본
일본의 기자실은 대한민국과 매우 비슷한 성격을 가지고 있다. 기자실은 정부 부처 및 정당에 설치되어 있고, 자동차, 철강, 전력, 무역 등의 업계 단체에도 설치되어 있다. 기자실에는 기자클럽 소속 기자들이 상주한다. 기자클럽은 기자실에서 제공되는 정보를 독점하고 가입을 엄격하게 제한하고 있다.

## 미국
미국은 백악관, 국무부, 국방부, 의회 등의 정부 부처 내에 기자들이 상주할 수 있는 기자실을 설치해두고 있다. 그러나 대한민국의 기자실이 브리핑룸의 기능까지 했던 것과 달리 기자실과 브리핑룸을 엄격하게 구분하고 있다. 기자실에 상주하지 않는 기자라고 해도 정식 출입증이나 임시 출입증을 가지고 있으면 브리핑룸에 들어가 브리핑을 듣고 질의응답을 할 수 있다.

## 기타 국가
이탈리아는 총리실 기자실에 통신사 기자 6명만 상주하고 있다.

## 같이 보기
- 개방형 브리핑룸 제도
- 취재지원 선진화 방안
- 기자 클럽